# Tyranneau de Lanyon
Pogonotriccus lanyoni
Espèce
Synonymes
- Phylloscartes lanyoni[1]

Statut de conservation UICN

 EN  : En danger
Le Tyranneau de Lanyon (Pogonotriccus lanyoni), aussi appelé Tyranneau des Cordillères, est une espèce de passereaux de la famille des Tyrannidae,. Son nom lui a été donné en hommage à Wesley Edwin Lanyon (1926-2017), un ornithologue et zoologue américain.
Plusieurs sources classent cette espèce sous le nom de Phylloscartes lanyoni,,. En effet, le genre Pogonotriccus a longtemps été fusionné avec le genre Phylloscartes. Malgré tout, en 2004, John W. Fitzpatrick, dans le 9e volume du Handbook of the Birds of the World, choisit de traiter Pogonotriccus comme un genre séparé en se basant sur les légères différences de comportement des oiseaux des deux genres. Frank Gill and David Donsker reconnaissent ensuite également Pogonotriccus comme un genre séparé pour le compte du Congrès ornithologique international.

## Distribution
Cet oiseau vit dans les Andes centrales du nord de la Colombie (département d'Antioquia et est de celui de Caldas),,.

## Systématique
Cette espèce est monotypique selon la classification de référence du Congrès ornithologique international (version 9.1, 2019).